# Asino di Cipro
L'Asino di Cipro è la razza di asini dell'isola mediterranea di Cipro.  Esistono due tipi principali: un tipo grande di colore scuro con il ventre pallido, probabilmente di origine europea; e un piccolo tipo grigio africano che rappresenta circa il 20% della popolazione totale, che nel 2002 era stimata in 2200-2700 esemplari.
Alcune centinaia di asini ciprioti vivono allo stato brado nella penisola del Karpas, nella parte settentrionale di Cipro controllata dai turchi. Furono abbandonati lì dagli agricoltori greco-ciprioti durante l'invasione turca del 1974. Nel 2008 un gruppo di greco-ciprioti e turco-ciprioti si è organizzato per salvare gli animali dall'estinzione dopo che dieci di loro sono stati trovati uccisi a colpi di pistola.